# Bàsquet Català Perpinyà Mediterrani
El Bàsquet Català Perpinyà Mediterrani (oficialment en francès: Basket Catalan Perpignan Méditerranée), també conegut com a Bàsquet Perpinyà (en francès: Perpignan Basket), és un club de bàsquet català de la ciutat de Perpinyà, que la seva secció femenina disputada des de 2012-13 la Lliga francesa de bàsquet femenina. El club patí problemes financers i l'any 2014 es declarà judicialment en liquidació.

## Història
Per la temporada 2011-2012, el club emprengué un ambiciós reclutament. L'ex-entrenador del Tarbes Gespe Bigorre i campió de la LFB 2010, François Gomez, assolí els fitxatges de diverses jugadores com Pauline Thizy, Pauline Jannault-Lo o Isabelle Strunc.
Per superar la capacitat del gimnàs Pons, un pavelló antic amb 900 seients de capacitat, l'alcalde de Perpinyà Jean-Marc Pujol planejà la posada en servei d'un nou pavelló d'esports d'un cost de 7 milions d'euros.
Després d'un brillant quart lloc a la LFB en la seva primera temporada, el club es classificà per a l'Eurocopa 2013-2014 i anuncià un augment del pressupost d'1,3 a 1,5 milions d'euros (la meitat en patrocini) i el nou nom de «Bàsquet Perpinyà 66 l'accent català del bàsquet femení» (en francès: Perpignan Basket 66 l'accent catalan du basket féminin). No obstant això, al maig de 2013, el club rebutjà el compromís de seguir la propera temporada a causa del dèficit i el salaris impagats.
Després de ser degradat al campionat regional, la FFBB autoritzà al club a seguir competint a la LF2, el que li comportà un boicot d'altres clubs de la divisió. Finalment, el boicot s'aixecà el 6 de desembre.
Novament, es negà la readmissió del club a causa de la seva situació financera i la manca de centre de formació i, ara sí, fou relegat a nivell regional. A finals d'octubre 2014, el Tribunal Administratiu de Montpeller confirmà la validesa de la degradació del club al campionat régional. Posteriorment, el club es declarà en liquidació a finals de 2014.

## Palmarès
- 1 Campionat francès N2F (2010)
- 2 Campionats francesos LF2 (2012[9] i 2014)[10]

## Entrenadors
- Francis Jordane (? - 2011)[11]
- François Gomez (2011 - ?)